# Wodobrzusze

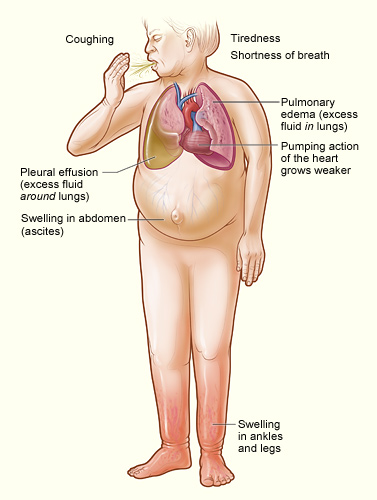
Objawy niewydolności krążenia (niewydolność prawokomorowa serca) – wśród nich wodobrzusze

Wodobrzusze, puchlina brzuszna (łac. ascites) – stan, w którym dochodzi do nadmiernego nagromadzenia płynu w jamie otrzewnej niezależnie od przyczyny czy cech płynu, nazywanego również płynem puchlinowym. Wodobrzusze jest objawem, a nie osobną jednostką chorobową. 
Gromadzenie się płynu poza naczyniami krwionośnymi prowadzi do obniżenia przepływu krwi przez nerki, co skutkuje zatrzymywaniem sodu i wody przez te narządy. Ten proces jest odpowiedzialny za narastający stan gromadzenia płynu poza naczyniami krwionośnymi.

## Etiologia
Prawidłowo w jamie otrzewnej znajduje się pewna ilość płynu, zwykle około 150 ml. 
Do powstania wodobrzusza dochodzi w efekcie:
- nadciśnienia wrotnego – główną przyczyną nadciśnienia wrotnego jest marskość wątroby
- hipoalbuminemia
- nadprodukcja płynu – w tym w przebiegu nowotworów
- mechaniczne utrudnienie odpływu chłonki (niedrożność małych naczyń chłonnych lub przewodu piersiowego)[2].

Przyczyny wodobrzusza:
- marskość wątroby (80%)
- nowotwory (10%)
- niewydolność serca (3%)
- gruźlica (2%)
- dializoterapia (1%)
- choroby trzustki (1%)
- rzadkie przyczyny
  - uszkodzenie przewodu limfatycznego
  - uszkodzenie moczowodu
  - zapalenie otrzewnej wywołane przez chlamydie
  - zespół nerczycowy
  - enteropatia z utratą białka
  - zakrzepica żyły wrotnej, zespół Budda-Chiariego
  - zespół Meigsa
  - toczeń rumieniowaty układowy
  - niedoczynność tarczycy
  - filariozy

## Objawy
W obrazie klinicznym kluczowe znaczenie mają objawy chorób wywołujących wodobrzusze. W badaniu fizykalnym poza zauważalnym powiększeniem brzucha obserwuje się także objaw chełbotania. Najprostszym badaniem dodatkowym wykazującym wodobrzusze jest badanie USG.
Wodobrzuszu zwykle nie towarzyszą bóle brzucha. Jeżeli się pojawiają, zwłaszcza jeśli towarzyszy im gorączka, może dojść do stanu, znanego jako spontaniczne bakteryjne zapalenie otrzewnej, co wiąże się z ryzykiem zwiększonej śmiertelności.

## Podział wodobrzusza
Ze względu na objętość płynu puchlinowego wyróżnia się trójstopniowy podział:
Stopień 1 (łagodne)
Rozpoznawane wyłącznie w USG.
Stopień 2 (umiarkowane)
Możliwe do rozpoznawania w badaniu przedmiotowym, zwykle gdy objętość przekroczy 500 ml. Brzuch jest rozlany i uwypuklony po bokach. Wyczuwalny jest objaw chełbotania płynu, którego obecność płynu daje się ustalić także w badaniu opukowym brzucha.
Stopień 3 (zaawansowane)
Brzuch jest znacznie napięty, obecne wygładzenie pępka lub przepuklina pępkowa. Skóra powłok jest lśniąca, cienka z prześwitującymi żyłami rozchodzącymi się od pępka. Często obecna jest sylwetka z cienkimi kończynami i mocno uwypuklonym brzuchem.

## Leczenie
Leczenie jest ukierunkowane na chorobę zasadniczą. W leczeniu stosuje się lecznicze nakłucie jamy otrzewnej. Wskazaniem do zabiegu jest występowanie wodobrzusza stopnia 3, które jest oporne na leczenie diuretykami.
W wybranych przypadkach stosowane jest także leczenie operacyjne, na przykład przezszyjne wewnątrzwątrobowe zespolenie wrotno-układowe lub zespolenie otrzewnowo-żylne.